# Osamu Sato
Osamu Sato er en japansk judoka. Han fik sølv ved VM i judo 1967 i Salt Lake City, da han blev slået i finalen i vægtklassen -93 kg af landsmanden Nobuyuki Sato.
Ved de asiatiske mesterskaber i judo 1966 fik han to sølvmedaljer i den åbne vægtklasse og i vægtklassen 80 kg. Ved begge finaler blev han slået af Nobuyuki Maejima.